# Nuevo Reyno de León
El Nuevo Reyno de León era una de les divisions administratives del virregnat de la Nova Espanya que abastava l'estat mexicà de Nuevo León. El Nuevo Reyno de León, limitava al nord, est i sud-est amb el Nou Santander, al nord-oest i oest amb Nova Extremadura o província de Coahuila, al sud-oest amb la Nova Biscaia, i a l'oest amb el Regne de Nova Galícia. Aquest territori va estar sota jurisdicció de la Real Audiència de Guadalajara. I per l'ordre real en 22 d'agost de 1776, Nou Santander va ser part de la comandància general de les províncies Internes.
El procés de creació del Nuevo Reyno de León s'inicià per les capitulacions donades per Felip II a Luis de Carvajal el 1579. S'hi assenyalaven com a límits del territori el port de Tampico, el riu Pánuco i les mines de Mazapil, fins als límits de Nova Galícia i Nova Biscaia, i des d'allí cap al nord 200 llegües de latitud i altres 200 de longitud. Un mes més tard una Reial Cèdula afegia un tros de la Huaxteca i de la Sierra Gorda. Però en realitat es tractava d'un territori ja conquistat per assentaments espanyols i administrat per magistrats l'autoritat dels quals emanava de Mèxic, Guadalajara i Durango. El govern va deixar d'existir temporalment després de l'arrest de Luis de Carvajal y de la Cueva a causa del tràfic d'esclaus. A partir de 1596, una vegada més es produïxen intents seriosos de fundar l'assentament espanyol a la Vall d'Extremadura, i en concret a l'assentament de La nostra Senyora de Monterrey. Diego de Montemayor, al comandament d'unes companyies, és nomenat com el governador del Nuevo Reyno de León el 1599. Després de la seva mort el 1610, el Nuevo Reyno de León va ser governat per una unitat de jutges majors, nomenats per l'Audiència de Mèxic fins al 1613, quan es nomenà a Agustín de Zavala com a nou governador. El va succeir, després de ser nomenat des d'Espanya, el seu fill Martín de Zavala, amb el títol de Governador i Capità General de Nuevo León des del 1626 fins al 1664. Però, els límits territorials del regne van ser causa de freqüent disputa amb la Nova Biscaia, perquè El Satillo es trobava a unes deu milles de Monterrey. A més a més, al nord-oest, el territori de Coahuila va ser reclamat per part d'ambdues províncies fins a la seva escissió el 1675. A l'est, el territori, s'estenia sense límits cap a la costa del Golf durant el període de 1715-1716, però després va limitar amb el Nou Santander que va ser poblat entre el 1748-1749.